# It Takes Two
It Takes Two (Dos por el precio de una en España, Los enredos de Cupido en México y Doble de amor en Argentina) es una película estadounidense de 1995, dirigida por Andy Tennant. Protagonizada por Kirstie Alley, Steve Guttenberg, Mary-Kate Olsen y Ashley Olsen en los papeles principales.
Ganadora del premio Blimp de 1996, otorgado por Kids' Choice Awards a la actriz de cine favorita (Mary-Kate Olsen y Ashley Olsen).

## Argumento
Amanda Lemmon, una niña huérfana de nueve años, es buscada por los Butkis, una familia conocida por «coleccionar» niños. No obstante, Amanda desea que su trabajadora social, Diane Barrows, la adopte. Sin embargo, las autoridades no lo permiten debido al bajo salario de Diane y su soltería.
Durante su estancia en un campamento de verano, Amanda conoce a Alyssa Callaway, una niña adinerada de su misma edad que es físicamente idéntica a ella. Alyssa ha regresado del internado para descubrir que su padre viudo, Roger Callaway —propietario del campamento—, tiene previsto casarse con Clarice Kensington, una socialité interesada en su fortuna.
Ambas niñas, deseando experimentar la vida de la otra, deciden intercambiar lugares. Al convivir con la figura parental de la otra, concluyen que Roger y Diane serían una pareja compatible y que una relación entre ambos podría resolver sus respectivas situaciones familiares. Por ello, organizan encuentros entre ellos.
Roger y Diane congenian desde el inicio; ella se sorprende por su humildad y calidez, a pesar de su posición económica, y lo anima a regresar al campamento, al que él había dejado de acudir tras la muerte de su esposa. 
Al percibir la cercanía entre ambos, Clarice persuade a Roger para adelantar la boda al día siguiente. Paralelamente, Amanda descubre que Clarice planea enviar a Alyssa a un internado en el Tíbet. Sin conocimiento de Diane, los Butkis adoptan a Alyssa haciéndose pasar por padres legítimos.
Antes de la ceremonia, Amanda le revela al mayordomo de los Callaway, Vincenzo, que no es Alyssa. Este informa a Diane, quien se traslada a la casa de los Butkis para buscar a la verdadera Alyssa.
Al llegar, descubre que los Butkis no están presentes. Una vecina le informa que esa familia suele adoptar niños para obligarlos a trabajar en su deshuesadero. Diane utiliza el helicóptero de Roger para ir al lugar y rescatar a Alyssa, comprometiéndose a denunciar el caso ante los servicios sociales.
Mientras tanto, Vincenzo y Amanda intentan retrasar la ceremonia. Justo cuando Roger está por pronunciar los votos matrimoniales, duda y confiesa que está enamorado de Diane. En ese momento, Diane entra a la iglesia. Clarice, molesta, le propina una bofetada a Roger e intenta agredir a quien cree que es Alyssa, pero Vincenzo lo impide.
La verdadera Alyssa aparece tras Diane. Clarice, al ver que todo ha quedado al descubierto, intenta golpearla también, pero Diane se interpone y le exige que se detenga. Clarice abandona el lugar enfurecida, pero Alyssa pisa accidentalmente su vestido, lo que provoca que se rasgue, dejando al descubierto su ropa interior. Los asistentes reaccionan entre risas y fotografías.
Roger queda impactado al descubrir que las niñas habían intercambiado lugares para propiciar el encuentro entre él y Diane. Finalmente, Roger y Diane se besan por primera vez, y junto a Amanda y Alyssa, se alejan en una carroza tirada por caballos conducida por Vincenzo, atravesando Central Park.

## Reparto
- Mary-Kate y Ashley Olsen como Amanda Lemmon / Alyssa Callaway (respectivamente)
- Kirstie Alley como Diane Barrows
- Steve Guttenberg como Roger Callaway
- Philip Bosco como Vincenzo
- Jane Sibbett como Clarice Kensington
- Michelle Grisom como Carmen
- Desmond Robertson como Frankie
- Tiny Mills como Tiny
- Shanelle Henry como Patty
- Anthony Aiello como Anthony
- LaTonya Borsay como Wanda
- Michèle Lonsdale Smith como Michelle
- Sean Orr como Jerry
- Elizabeth Walsh como Emily